# Strzekęcino
Strzekęcino (deutsch Streckenthin) ist eine Ortschaft der Landgemeinde Świeszyno (Schwessin) im Powiat Koszaliński der polnischen Woiwodschaft Westpommern.

## Geographische Lage
Die Ortschaft liegt zwei Kilometer südlich von Świeszyno bzw. elf Kilometer von Koszalin (Köslin) in Hinterpommern.

## Geschichte
Im Jahr 1170 wurde das Dorf unter seinem damals wendischen Namen Strigotine als eines der elf Gründungsdörfer des  späteren Klosters Buckow erwähnt, von denen zehn wüst lagen und unbewohnt waren. Als Folge vorangegangener Kriege lag auch das Dorf Strigotine  damals jahrzehntelang wüst und wurde erst nach der Ansiedlung deutscher Kolonisten durch das Kloster im ersten Quartal des 13. Jahrhunderts wieder zu neuem Leben erweckt und bewirtschaftet.
Später war Streckenthin  eines der wichtigsten Vorwerke der Umgebung und gehörte zum Besitz der Junkersfamilie von Kameke. International bekannt wurde Streckenthin als Zentrum der Kartoffelzucht in der ersten Hälfte des 20. Jahrhunderts. Der Junker Kartz von Kameke-Streckenthin richtete auf den Gütern seiner Familie einen Kartoffelzuchtbetrieb ein, von dem aus zeitweilig erhebliche Teile der Kartoffelanbaubetriebe des damaligen Deutschen Reichs mit Saatgut beliefert wurden. In der Folge siedelten sich eine Vielzahl von anderen Betrieben der Kartoffelzucht um Streckenthin an. Um 1926 galt das Gebiet als eine der größten Saatzuchtwirtschaften weltweit. Bis 1945 gehörte das Dorf zum Landkreis Köslin in der preußischen Provinz Pommern.

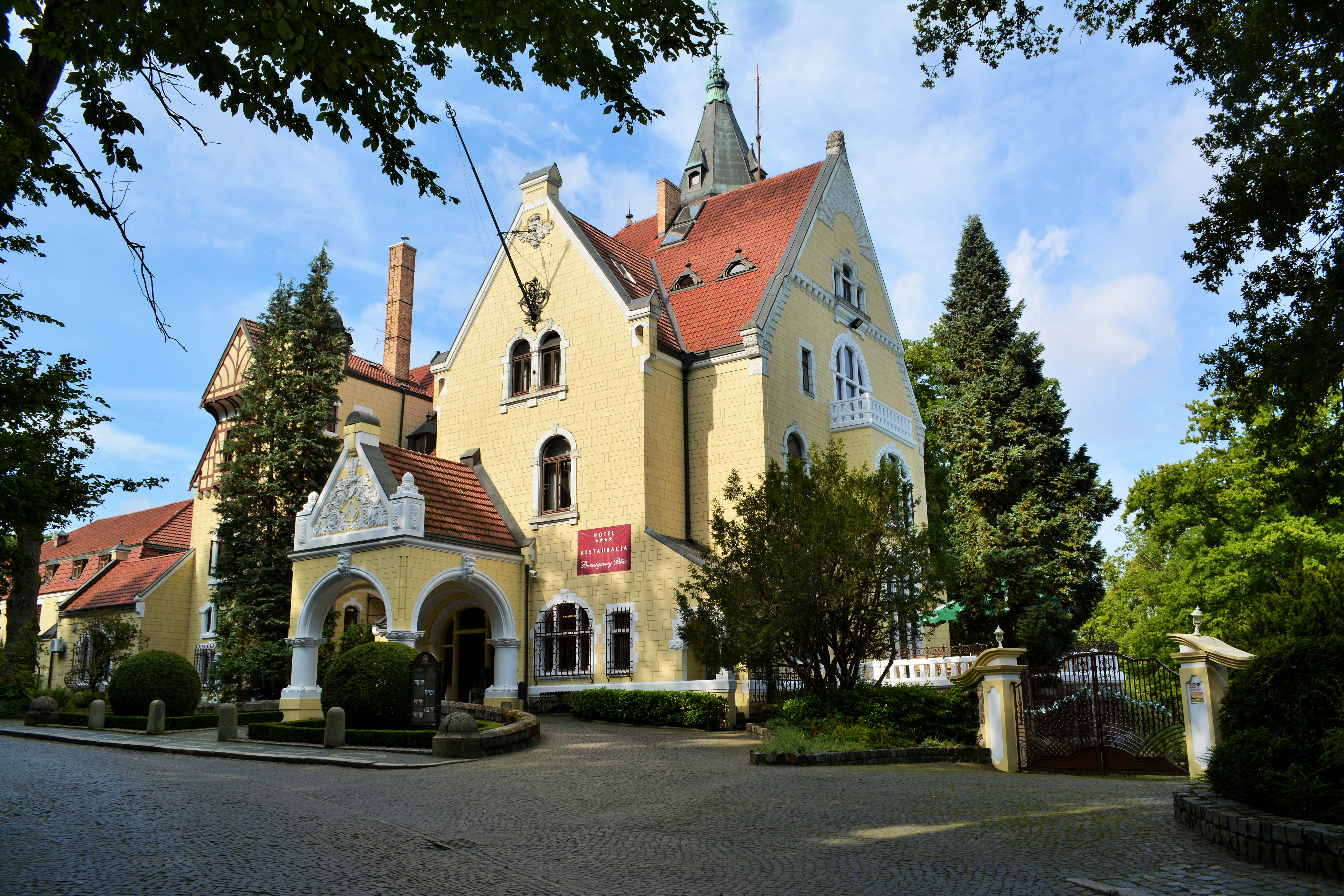
Bernsteinpalast

## Kultur und Sehenswürdigkeiten
In Strzekęcino steht der Bernsteinpalast (pl. Bursztynowy Pałac), das in den Jahren 1899 bis 1901 im Stil der Belle Époque erbaute Schloss der Familie von Kameke. Das Gebäude wird seit 1994 als Hotel genutzt. Auf dem Gelände des Bernsteinpalastes befindet sich ein 12 Hektar großer Park, dessen Ursprung auf das 18. Jahrhundert zurückgeht.